# Referendo no Quirguistão em 1994

Um referendo para legitimizar a eleição do presidente Askar Akayev em 1991, foi realizado no Quirguistão em 30 de janeiro de 1994. Os eleitores foram questionados com a seguinte pergunta:

"Você confirma que o presidente do Quirguistão que foi democraticamente eleito em 12 de outubro de 1991 por 5 anos é o presidente da República quirguiz com o direito de agir como chefe de Estado durante seu mandato?" 
O resultado foi de 97,0% a favor, com participação relatada em 96,0%.

## Fundo
Antes do referendo, Askar Akayev tentou implementar reformas econômicas criticadas pelo parlamento. Para fortalecer sua posição, o Presidente decidiu realizar uma votação. Não houve pesquisas de opinião autoritárias. Em 23 de janeiro, Akayev dirigiu-se à população do país, em um discurso que anunciou sua intenção de continuar as reformas econômicas.

## Resultados
97,0% foram a favor de Askar Akayev. Como resultado do referendo, os poderes de Akayev foram aprovados.
| Alternativa              | Votos     | %     |
| ------------------------ | --------- | ----- |
| A favor                  | 2,095,644 | 97.0  |
| Contra                   | 64,256    | 3.0   |
| Total                    | 2,177,024 | 100   |
| Inválidos/nulos          | 15,295    | 0.70  |
| Registrados/participação | 2,267,163 | 96.02 |